# گلازونف ۳۶۱۶
سیارک ۳۶۱۶ (به انگلیسی: 3616 Glazunov، نامگذاری:1984JJ2) سه هزار و ششصد و شانزدهمین سیارک کشف شده‌است که در ۳ مه ۱۹۸۴ کشف شد.
قدر مطلق سیارک برابر ۱۲٫۲۰ است.